# Ibiraiaras (Rio Grande do Sul)
Ibiraiaras is een gemeente in de Braziliaanse deelstaat Rio Grande do Sul. De gemeente telt 7.319 inwoners (schatting 2009).

## Aangrenzende gemeenten
De gemeente grenst aan Caseiros, David Canabarro, Lagoa Vermelha, Muliterno en São Jorge.